# 南非的菲律賓人
南非的菲律賓人，是指移民到南非的菲律賓人和他們後裔，人口約2,200人，約半數人生活在豪登省。
多數南非的菲律賓人從事捕漁業和醫護業，也有從事工程業。
在2008年8月，菲律賓外交部駐比勒陀利亞的大使成立學校，為當地14個菲律賓兒童提供半月制課程。在2011年南非的菲律賓人寄回菲律賓的匯款達6,100,000美元，超過其他非洲國家。